# Canton d'Ancerville
Le canton d'Ancerville est une circonscription électorale française située dans le département de la Meuse et la région Grand Est.

## Géographie
Ce canton est organisé autour du bureau centralisateur d'Ancerville et fait partie intégralement de l'arrondissement de Bar-le-Duc. Son altitude varie de 147 m (Ancerville) à 364 m (Velaines) pour une altitude moyenne de 244 m. Sa superficie est de 271,4 km2.

## Histoire
Le canton d'Ancerville fait partie du district de Bar-sur-Ornain, créée par le décret du 30 janvier 1790.
Le 27 vendémiaire an X (19 octobre 1801), il intègre l'arrondissement de Bar-sur-Ornain,, renommé plus tard en arrondissement de Bar-le-Duc.
À la suite du redécoupage cantonal de 2014, les limites territoriales du canton sont remaniées. Le nombre de communes du canton passe de 17 à 25, avec l'ajout de huit communes du canton de Ligny-en-Barrois (Guerpont, Maulan, Nant-le-Grand, Nant-le-Petit, Silmont, Tannois, Tronville-en-Barrois et Velaines). Le bureau centralisateur reste à Ancerville.

## Représentation

### Conseillers d'arrondissement (de 1833 à 1940)
| Période                                  | Période          | Identité                                     | Étiquette   | Qualité |
| ---------------------------------------- | ---------------- | -------------------------------------------- | ----------- | --- |
| 1833                                     | 1839             | M. Chantreaux                                |             | Exploitant de forges à Haironville                                                                          |
| 1839                                     | 1871             | Charles François Justin Barisien (1805-1874) |             | Maitre de forges, maire de Cousances-les-Forges (1835-1840)                                                 |
| 1871                                     | 1882 (démission) | Louis Narcisse Deschamps                     |             | Manufacturier, maire de L'Isle-en-Rigault                                                                   |
| 1882                                     | 1886             | Paul Henry Gayot (1849-1909)                 |             | Docteur en médecine à Ancerville                                                                            |
| 1886                                     | 1892             | Louis Euillot                                |             | Ancien notaire à Ancerville, Président du Conseil d'arrondissement                                          |
| 1892                                     | 1896 (décès)     | Hubert Barisien (1829-1896)                  | Républicain | Liquoriste, maire d'Ancerville                                                                              |
| 1896                                     | 1910             | Paul-Henri Briolat                           | Républicain | Négociant, maire d'Ancerville                                                                               |
| 1910                                     | 1920             | Léon Auguste Benoit                          | Républicain | Industriel, maire de Cousances-les-Forges                                                                   |
| 1920                                     | 1935             | Charles-Alphonse Barisien                    | Républicain | Maire d'Ancerville                                                                                          |
| 1935                                     | 1940             | Émile Gonot (1893-1969)                      |             | Cultivateur, maire d'Ancerville (1935-1945 et 1953-1969)                                                    |
| 1940                                     |                  |                                              |             | Les conseils d'arrondissement ont été suspendus par la loi du 12 octobre 1940 et n'ont jamais été réactivés |
| Les données manquantes sont à compléter. |                  |                                              |             | |

### Conseillers généraux de 1833 à 2015
| Période                                  | Période          | Identité                                 | Étiquette                 | Qualité |
| ---------------------------------------- | ---------------- | ---------------------------------------- | ------------------------- | --- |
| Les données manquantes sont à compléter. |                  |                                          |                           | |
| 1833                                     | 1845             | Charles François Franchot                |                           | Marchand de bois, juge de paix Ancien maire d'Ancerville (1806-1832) |
| 1845                                     | 1871             | François René Hyacinthe Henriot          |                           | Juge d'instruction à Bar-le-Duc Conseiller municipal |
| 1871                                     | 1882 (décès)     | Marcel Jules Jacquot                     | Républicain               | Maître de forge Maire d'Haironville (1852-1882) |
| 1882                                     | 1888 (démission) | Louis Narcisse Deschamps                 |                           | Manufacturier Maire de L'Isle-en-Rigault, conseiller d'arrondissement |
| 1888                                     | 1910             | Jean Rémy Paul Varin-Bernier (1847-1916) | Républicain               | Banquier, fondateur de la Banque Varin-Bernier, Bar-le-Duc |
| 1910                                     | 1920 (décès)     | Paul Henri Briolat                       | RG                        | Manufacturier Ancien maire d'Ancerville (1896-1905), conseiller d'arrondissement |
| 1920                                     | 1922             | Léon Auguste Benoit                      | Républicain               | Industriel Maire de Cousances-les-Forges, conseiller d'arrondissement |
| 1922                                     | 1934             | André Georges Houllier                   | Radicaux indépendants     | Vétérinaire Maire de Cousances-les-Forges |
| 1934                                     | 1940             | Léon Sauce (1894-1975)                   | SFIO                      | Ouvrier menuisier à Rupt-aux-Nonains |
|                                          |                  |                                          |                           | |
| 1943                                     | 1945             | André Lion (1889-1967)                   |                           | Ingénieur des Arts et Manufactures, industriel papetier Maire de Ville-sur-Saulx Membre de la Commission administrative départementale (1941-1943) Nommé conseiller départemental en 1943 |
|                                          |                  |                                          |                           | |
| 1945                                     | 1973             | Charles Labatut (1894-1974)              | Républicains indépendants | Retraité Conseiller municipal de Savonnières-en-Perthois |
| 1973                                     | 1974 (décès)     | Jean Bourgeois (1911-1974)               | PS                        | Maire d'Ancerville (1969-1974) |
| 1974                                     | 1992             | Jacques Mourer                           | DVD puis RPR              | Médecin à Ancerville |
| 1992                                     | 2004             | Yvon Vannerot                            | DVD                       | Enseignant retraité Maire d'Ancerville (1974-2008) |
| 2004                                     | 2015             | Jean-Louis Canova                        | DVD                       | Attaché territorial Maire d'Ancerville (depuis 2008) |

### Conseillers départementaux à partir de 2015
| Période élective | Période élective | Mandat | Mandat   | Identité             | Nuance | Nuance | Qualité                                                                             |
| ---------------- | ---------------- | ------ | -------- | -------------------- | ------ | ------ | ----------------------------------------------------------------------------------- |
| 2015             | 2021             | 2015   | en cours | Jean-Louis Canova    |        | DVD    | Attaché territorial Maire d'Ancerville (depuis 2008)                                |
| 2015             | 2021             | 2015   | en cours | Hélène Sigot-Lemoine |        | LR     | Assistante Parlementaire à Bar-le-Duc 2e Vice-présidente - Education, Plan collèges |
| 2021             | 2028             | 2021   | en cours | Jean-Louis Canova    |        | DVD    | Conseiller sortant                                                                  |
| 2021             | 2028             | 2021   | en cours | Hélène Sigot-Lemoine |        | LR     | Conseillère sortante, 1ère Vice-Présidente (éducation, culture, jeunesse)           |

### Résultats détaillés

#### Élections de mars 2015
À l'issue du 1er tour des élections départementales de 2015, deux binômes sont en ballottage : Jean-Louis Canova et Hélène Sigot-Lemoine (DVD, 40,83 %) et Lionel Chevalley et Annick Gerard (FN, 39,26 %). Le taux de participation est de 51,66 % (5 415 votants sur 10 481 inscrits) contre 53,07 % au niveau départemental et 50,17 % au niveau national.
Au second tour, Jean-Louis Canova et Hélène Sigot-Lemoine (DVD) sont élus avec 57,63 % des suffrages exprimés et un taux de participation de 51,33 % (2 849 voix pour 5 378 votants et 10 478 inscrits).

#### Élections de juin 2021
Le premier tour des élections départementales de 2021 est marqué par un très faible taux de participation (33,26 % au niveau national). Dans le canton d'Ancerville, ce taux de participation est de 31,93 % (3 257 votants sur 10 199 inscrits) contre 34,51 % au niveau départemental. À l'issue de ce premier tour, deux binômes sont en ballottage : Jean-Louis Canova et Hélène Sigot-Lemoine (DVD, 46,7 %) et Anaïs Charuel et Romain Schweitzer (RN, 35,49 %).
Le second tour des élections est marqué une nouvelle fois par une abstention massive équivalente au premier tour. Les taux de participation sont de 34,36 % au niveau national, 35,74 % dans le département et 32,5 % dans le canton d'Ancerville. Jean-Louis Canova et Hélène Sigot-Lemoine (DVD) sont élus avec 62,04 % des suffrages exprimés (1 889 voix pour 3 312 votants et 10 191 inscrits),,.

## Composition

### Composition avant 2015

Situation du canton d'avant 2015 dans l'arrondissement de Bar-le-Duc.

Le canton d'Ancerville regroupait 17 communes sur une superficie de 200,7 km2.
| Nom                     | Code Insee | Codepostal | Superficie (km2) | Population (dernière pop. légale) | Densité (hab./km2) |
| ----------------------- | ---------- | ---------- | ---------------- | --------------------------------- | ------------------ |
| Ancerville (chef-lieu)  | 55010      | 55170      | 21,58            | 2 728 (2012)                      | 126                |
| Aulnois-en-Perthois     | 55015      | 55170      | 10,75            | 511 (2012)                        | 48                 |
| Baudonvilliers          | 55031      | 55170      | 3,07             | 406 (2012)                        | 132                |
| Bazincourt-sur-Saulx    | 55035      | 55170      | 10,34            | 149 (2012)                        | 14                 |
| Brillon-en-Barrois      | 55079      | 55000      | 11,35            | 606 (2012)                        | 53                 |
| Cousances-les-Forges    | 55132      | 55170      | 18,13            | 1 707 (2012)                      | 94                 |
| Haironville             | 55224      | 55000      | 9,79             | 629 (2012)                        | 64                 |
| Juvigny-en-Perthois     | 55261      | 55170      | 6,36             | 131 (2012)                        | 21                 |
| Lavincourt              | 55284      | 55170      | 4,70             | 71 (2012)                         | 15                 |
| L'Isle-en-Rigault       | 55296      | 55000      | 10,54            | 520 (2012)                        | 49                 |
| Montplonne              | 55352      | 55000      | 20,68            | 153 (2012)                        | 7,4                |
| Rupt-aux-Nonains        | 55447      | 55170      | 20,40            | 359 (2012)                        | 18                 |
| Saudrupt                | 55470      | 55000      | 7,78             | 200 (2012)                        | 26                 |
| Savonnières-en-Perthois | 55477      | 55170      | 10,07            | 448 (2012)                        | 44                 |
| Sommelonne              | 55494      | 55170      | 10,22            | 483 (2012)                        | 47                 |
| Stainville              | 55501      | 55500      | 20,87            | 419 (2012)                        | 20                 |
| Ville-sur-Saulx         | 55568      | 55000      | 4,07             | 296 (2012)                        | 73                 |

### Composition à partir de 2015
Le canton d'Ancerville regroupe désormais 25 communes sur une superficie de 271,4 km2.
| Nom                                | Code Insee | Intercommunalité        | Superficie (km2) | Population (dernière pop. légale) | Densité (hab./km2) | Modifier                                    |
| ---------------------------------- | ---------- | ----------------------- | ---------------- | --------------------------------- | ------------------ | ------------------------------------------- |
| Ancerville (bureau centralisateur) | 55010      | CC des Portes de Meuse  | 21,58            | 2 583 (2022)                      | 120                | modifier les données · modifier les données |
| Aulnois-en-Perthois                | 55015      | CC des Portes de Meuse  | 10,75            | 470 (2022)                        | 44                 | modifier les données · modifier les données |
| Baudonvilliers                     | 55031      | CC des Portes de Meuse  | 3,07             | 377 (2022)                        | 123                | modifier les données · modifier les données |
| Bazincourt-sur-Saulx               | 55035      | CC des Portes de Meuse  | 10,34            | 142 (2022)                        | 14                 | modifier les données · modifier les données |
| Brillon-en-Barrois                 | 55079      | CC des Portes de Meuse  | 11,35            | 713 (2022)                        | 63                 | modifier les données · modifier les données |
| Cousances-les-Forges               | 55132      | CC des Portes de Meuse  | 18,13            | 1 644 (2022)                      | 91                 | modifier les données · modifier les données |
| Guerpont                           | 55221      | CA Bar-le-Duc Sud Meuse | 6,12             | 236 (2022)                        | 39                 | modifier les données · modifier les données |
| Haironville                        | 55224      | CC des Portes de Meuse  | 9,79             | 567 (2022)                        | 58                 | modifier les données · modifier les données |
| L'Isle-en-Rigault                  | 55296      | CC des Portes de Meuse  | 10,54            | 465 (2022)                        | 44                 | modifier les données · modifier les données |
| Juvigny-en-Perthois                | 55261      | CC des Portes de Meuse  | 6,36             | 134 (2022)                        | 21                 | modifier les données · modifier les données |
| Lavincourt                         | 55284      | CC des Portes de Meuse  | 4,70             | 71 (2022)                         | 15                 | modifier les données · modifier les données |
| Maulan                             | 55326      | CC des Portes de Meuse  | 4,22             | 107 (2022)                        | 25                 | modifier les données · modifier les données |
| Montplonne                         | 55352      | CC des Portes de Meuse  | 20,68            | 137 (2022)                        | 6,6                | modifier les données · modifier les données |
| Nant-le-Grand                      | 55373      | CA Bar-le-Duc Sud Meuse | 11,26            | 82 (2022)                         | 7,3                | modifier les données · modifier les données |
| Nant-le-Petit                      | 55374      | CC des Portes de Meuse  | 9,02             | 77 (2022)                         | 8,5                | modifier les données · modifier les données |
| Rupt-aux-Nonains                   | 55447      | CC des Portes de Meuse  | 20,40            | 367 (2022)                        | 18                 | modifier les données · modifier les données |
| Saudrupt                           | 55470      | CC des Portes de Meuse  | 7,78             | 191 (2022)                        | 25                 | modifier les données · modifier les données |
| Savonnières-en-Perthois            | 55477      | CC des Portes de Meuse  | 10,07            | 400 (2022)                        | 40                 | modifier les données · modifier les données |
| Silmont                            | 55488      | CA Bar-le-Duc Sud Meuse | 3,83             | 143 (2022)                        | 37                 | modifier les données · modifier les données |
| Sommelonne                         | 55494      | CC des Portes de Meuse  | 10,22            | 401 (2022)                        | 39                 | modifier les données · modifier les données |
| Stainville                         | 55501      | CC des Portes de Meuse  | 20,87            | 375 (2022)                        | 18                 | modifier les données · modifier les données |
| Tannois                            | 55504      | CA Bar-le-Duc Sud Meuse | 13,34            | 389 (2022)                        | 29                 | modifier les données · modifier les données |
| Tronville-en-Barrois               | 55519      | CA Bar-le-Duc Sud Meuse | 12,64            | 1 319 (2022)                      | 104                | modifier les données · modifier les données |
| Velaines                           | 55543      | CA Bar-le-Duc Sud Meuse | 10,71            | 880 (2022)                        | 82                 | modifier les données · modifier les données |
| Ville-sur-Saulx                    | 55568      | CC des Portes de Meuse  | 4,07             | 278 (2022)                        | 68                 | modifier les données · modifier les données |
| Canton d'Ancerville                | 5501       |                         | 271,84           | 12 548 (2022)                     | 46                 | modifier les données                        |

## Démographie

### Démographie avant 2015
| 1962  | 1968  | 1975  | 1982  | 1990   | 1999  | 2006  | 2011  | 2012  |
| ----- | ----- | ----- | ----- | ------ | ----- | ----- | ----- | ----- |
| 9 207 | 9 323 | 9 407 | 9 909 | 10 152 | 9 741 | 9 934 | 9 856 | 9 816 |

### Démographie depuis 2015
En 2022, le canton comptait 12 548 habitants, en évolution de −5,47 % par rapport à 2016 (Meuse : −4,4 %, France hors Mayotte : +2,11 %).
| 2013   | 2018   | 2022   |
| ------ | ------ | ------ |
| 13 290 | 13 045 | 12 548 |